# Семейство Симпсън се грее на открит огън
„Семейство Симпсън се грее на открит огън“ (англ. "Simpsons Roasting on an Open Fire") – първия епизод на първия сезон на „Семейство Симпсън“. Излъчен е на 17 декември 1989 г. по американската телевизия Fox.

## Сюжет
Мардж и Хоумър са на тържеството на второкласниците, където Лиса показва Дядо Коледа на Южните морета. Четвъртокласниците започват да пеят песен, но Барт преиначава думите и е изгонен от сцената.
След това семейството седи вкъщи. Хоумър украсява за Коледа, Мардж пише писма на роднините си, а децата – на Дядо Коледа. Лиса желае пони, а Барт татуировка. Мардж им казва, че не може да изпълни нито едно от двете желания. По-късно Барт си прави татуировка без разрешение и Мардж трябва да плати от коледните спестявания за лазерна операция. Тя все пак се надява, че с коледната премия на Хоумър ще плати подаръците на семейството. В АЕЦ Спрингфилд обаче отменят коледните премии и Хоумър не знае как да съобщи, че няма да има подаръци за Рождество. Барни Гъмбъл му казва да заработи като Дядо Коледа в мола. Барт го разкрива, но обещава да не казва за разботата му. В коледната нощ обаче Хоумър вижда, че надницата е твърде ниска. Той решава да заложи на надбягване с кучета, чувайки че състезанието е манипулирано и ще спечели Малкият помощник на Дядо Коледа. Хоумър залага и губи. Той обаче носи на семейството си друг подарък – куче...